# باني
باني (بالإيطالية: Panni)‏ هي بلدية في مقاطعة فودجا في إقليم بوليا الإيطالي.

## السكان
في سنة 1861 بلغ عدد السكان 3٬843 نسمة، وتطور العدد ليصل في سنة 2011 لـ 858 نسمة.
يظهر هذا المخطط البياني تطور النمو السكاني لـ باني